# Nue
Nue (jap. 鵺) – legendarne stworzenie z japońskiego folkloru (yōkai). Według różnych przekazów, ma on głowę małpy, ciało jenota, nogi tygrysa i węża jako ogon. Według legend, może przemieniać się w czarną chmurę i latać. Ze względu na swój wygląd jest czasami nazywany japońską chimerą. Nue mają być zwiastunami nieszczęść i chorób.
Według Heike monogatari (Opowieść o rodzie Taira), cesarz Japonii, Konoe, zachorował po tym, jak przyśniły mu się straszne koszmary, a ciemne chmury pojawiły się nad dachem pałacu w Kioto latem 1153 roku. Legenda mówi, że samuraj Yorimasa Minamoto wyszedł jednej nocy na dach i wystrzelił strzałę w obłok, z którego wypadł martwy nue. Samuraj podobno zatopił jego ciało w Morzu Japońskim.
Według lokalnych przekazów, ciało nue utknęło w pewnej wnęce, a miejscowi ludzie, obawiając się klątwy, pochowali je. Kopiec w pobliżu zatoki, który istnieje do dziś, ma być grobem tego stworzenia.

## Etymologia
Słowo nue pojawia się w najstarszej literaturze japońskiej. Było wspomniane już w Kojiki (712) oraz Wamyō Ruijushō (słownik chińsko-japoński, ok. 934). Wcześniej to słowo miało inne znaczenie semantyczne – oznaczało ptaka znanego jako drozdoń pstry. Według opisu zamieszczonego w Heike monogatari (XIII w.), istota miała głos drozdonia pstrego, ale głowę małpy, ciało tanuki, łapy tygrysa i wężowy ogon.
Około 1435 roku Motokiyo Zeami napisał sztukę nō pod tytułem Nue, opowiadającą o wydarzeniach opisanych w Heike.

## W kulturze popularnej
- W grze Breath of Fire III Nue jest pierwszym bossem
- W mandze i anime Bleach duch miecza Renji Abaraia przybiera formę tego stworzenia
- W szóstym odcinku anime Clannad Fuko i Sunohara konkurują w rzeźbieniu Nue
- W mandze i anime Air Gear imię króla błyskawic to Nue
- W mandze Nagasarete Airantō to stworzenie jest największym rywalem pana wschodu
- Demon ten pojawia się w Shin Megami Tensei: Imagine
- W grze Okami, wroga chimera przypomina Nue, choć główny korpus stworzenia został zastąpiony przez czajnik
- W serii .hack występują zwierzątka o nazwach mitologicznych bestii – jednym z nich jest małpa Nue
- W serialu Kakuranger kaijin przypominający Nue występuje w odcinkach 27-29. Ponadto potwory w tym serialu nawiązują do japońskich stworów mitologicznych
- W serii Nurarihyon no Mago to stworzenie jest pierwszym potomkiem Hagoromo no Kitsune (rodzaj dziewięcio-ogoniastego lisa)
- W serii Ga-rei Yomi, główna antagonistka pierwszej części serii, ma ducha Nue, posłusznego jej mieczowi
- W trzyczęściowym anime (OVA) KARAS demon ten pojawia się w Shinjuku, walcząc z innymi yōkai
- Nue jest bossem w grze roguelike Shiren the Wanderer
- W serii Michaela Scotta, Sekrety Nieśmiertelnego Nicholasa Flamela, demon ten jest uwięziony w celi na wyspie Alcatraz
- W serialu anime Mononoke, w odcinku ósmym i dziewiątym, Nue Mononoke jest oczyszczany przez Kusuri-uri lub "sprzedawcę leków"
- W uniwersum gier Touhou - Nue jest przedstawiony jako ciemnowłosa dziewczyna będąc extra bossem w Touhou 12: Undefined Fantastic Object (UFO)
- W trzeciej serii anime Naruto - Boruto, Nue zostaje pokazany jako stworzenie, które jest powiązane z Hashiramą
- W grze Persona, Nue jest jedną z Person
- W grze NioH pojawia się kilkakrotnie jako boss, władający mocą błyskawic